# ハディ・アル＝モダレシ
ハディ・アル＝フサイニ・アル＝モダレシ（アラビア語: هادي الحسيني المدرسي、英語: Hadi al-Husayni al-Modarresi、1947年 - ）は、シーア派のウラマー、指導者、弁士。
2003年以後イラクに戻り、現地で人道的支援などに携わっている。
2020年には新型コロナウイルス感染症に関する中国に対する言説が論争の的となった。その後同感染症にかかるも、回復し、健康状態は良好であると報告されている。

## 活動
250冊以上の本を執筆しており、さまざまなペンネームで出版されたものもある。
著書には、以下のようなものがある：
- Al-Modarresi, Sayed Hadi (12 November 2015) (英語). God's Sacrifice: The Epic Saga of Hussein and His Legendary Martyrdom. ISBN 978-0994240927
- Al-Modarresi, Sayed Hadi (22 May 2017) (英語). Heated Debate on Atheism. ISBN 978-1548180010
- المدرسي, هادي (2002) (アラビア語). How to Beat Failure, Advise on Success and Time Management. ISBN 978-9953299563
- المدرسي, هادي (2002) (アラビア語). Art of Success. ISBN 978-9953299532 (7 Volumes)
- (アラビア語) How to Enjoy Life and Live Happily
- (アラビア語) And They Ask You About Things
- (アラビア語) Shortcuts To Glory
- (アラビア語) Supplications of the Quran
- (アラビア語) A B Islam
- (アラビア語) Supplications of the Quran
- (アラビア語) Universal Challenges, Refurbishing Civilisation
- (アラビア語) Mannerisms of the Commander of the Faithful (3 Volumes)
- (アラビア語) Ashura
- (アラビア語) The Martyr and the Revolution
- (アラビア語) The Message of a Muslim.. To Save the World
- (アラビア語) Critique on Marxism
- (アラビア語) Response to Satanic Verses Book
- (アラビア語) Friend and Friendship